# Діомідіс Спінелліс

Лекція Діомідіса Спінелліса про Антикітерський механізм (на екрані — емуляція на Etoys Squeak)

Діомідіс Д. Спінелліс (грец. Διομήδης Δ. Σπινέλλης) (*2 лютого 1967, Афіни, Греція) — грецький інформатик, професор, автор книг «Читання коду» (2003), «Якість коду» (2006) та «Ідеальна архітектура» (2010). 
Автор одного з досліджень росту Вікіпедії.

## Біографія
Ступені магістра технологій в інженерії програмного забезпечення та доктора філософії в інформатиці отримав у Імперському коледжі Лондона. Проживає в Афінах.
Професор факультету науки менеджменту та технологій в Афінському університеті економіки та бізнесу, член редакційних колегій журналів IEEE Software, у якому є дописувачем розділу «Засоби торгівлі», та «Журналу комп'ютерної вірусології» (Journal in Computer Virology, Springer). Чотири рази перемагав у «Міжнародному конкурсі обфускованого коду на C» (1988, 1990, 1991, 1995). Його число Ердеша — 4. Один з вільних розробників проекту FreeBSD, його реалізація потокового текстового редактора sed входить до всіх дистрибутивів систем BSD та Mac OS X. Спінелліс також є автором кількох популярних систем з відкритим кодом: 
- UMLGraph — генератор діаграм UML із декларативного опису.[4]
- bib2xhtml — конвертор BibTeX у HTML.[5]
- outwit — набір програм для інтеграції UNIX-подібних можливостей програмування у командному рядку в Windows: доступу до програмного буферу та баз даних, маніпуляції реєстром та ін.[6]
- CScout — аналізатор коду та браузер для рефакторингу проектів на C.[7]
- Socketpipe — інструмент для взаємодії між розподіленими (по кількох машинах) процесами через сокети.[8]
- ckjm — засіб для підрахунку об'єктно-орієнтованих метрик Шидамбе та Кемерера (Chidamber and Kemerer) у великих програмах на Java.[9]

Діомідіс Спінелліс — автор понад 100 технічних статей у журналах та рецензованих збірниках матеріалів конференцій. 
У 2008 році, спільно зі співавтором, Спінелліс опублікував роботу в якій аргументував, що червоні посилання слугують фактором росту Вікіпедії.
5 листопада 2009 Діомідіса Спінелліса було призначено генеральним секретарем з інформаційних систем Міністерства фінансів Греції. 
Також він є членом ACM, IEEE, асоціації USENIX, Грецького комп'ютерного товариства (англ. Greek Computer Society), Технічної палати Греції (Technical Chamber of Greece, одним з членів-засновників Грецької асоціації користувачів Інтернету та активним вікіпедистом.